# Сельский округ Тузды
Се́льский о́круг Тузды́ (каз. Тұзды ауылдық округі) — административная единица в составе Бухар-Жырауского района Карагандинской области Казахстана. Административный центр — село Тузды (до 2004 года — Новостройка). По состоянию на 1989 год существовал Туздинский сельский совет ликвидированного Тельманского района Казахской ССР.

## География
Округ расположен в долине реки Нура и её правого притока Тузды (Туздинка). Граничит с (по часовой стрелке, начиная с юга): Карагандинская городская администрация, Темиртауская городская администрация, Габиден Мустафинская поселковая администрация, сельский округ Баймырза, Осакаровский район, Кушокынская поселковая администрация, Каратомарский сельский округ Осакаровского района, Кокпектинский сельский округ.

## Население
Население — 1084 человека (2009; 1438 в 1999, 1900 в 1989). Из них мужчин — 527, женщин — 557 (2009). В состав округа входят три села. Кроме того, территориально к округу относится населённый пункт Жанаауыл городской администрации Караганды. 
| Населенный пункт   | население, человек (1989) | население, человек (1999) | население, человек (2009) |
| ------------------ | ------------------------- | ------------------------- | ------------------------- |
| Тузды, село        | 1232                      | 1034                      | 735                       |
| Первое Мая, село   | 391                       | 295                       | 279                       |
| Старая Тузда, село | 277                       | 169                       | 70                        |

## История
Указом Президиума Верховного Совета Казахской ССР от 17 июня 1946 года из состава разукрупнённого Токаревского сельского совета Тельманского района был выделен Сергиопольский сельсовет с центром в селе Сергиополь с подчинением ему колхоза «Первое мая» и базы «Тузда».
Туздинский сельский совет с центром в селе Новостройка был образован 7 июля 1972 года в составе Молодёжного района. 24 августа 1981 года Туздинский сельсовет был передан из состава Молодёжного района в Тельманский район. После административной реформы Казахстана 1997 года округ вошёл в состав Бухар-Жырауского района.
На территории округа похоронен Герой Советского Союза Прокофий Корниенко.

## Экономика
Основное занятие населения — сельское хозяйство. На землях Туздинского сельсовета существовал совхоз «Туздинский» мясо-молочного и овощеводческого направления, образованный в 1956 году. По состоянию на 2018 год на территории округа работает 14 крестьянских хозяйств. Добывающая промышленность представлена Сергиопольским (АрселорМиттал Темиртау) и Актауским водозаборами, обеспечивающими питьевой водой город Темиртау и посёлки Актау и Габидена Мустафина и карьером по добыче песчано-гравийной смеси на месторождении «Солончаки». На территории округа имеются санаторий «Саялы», автозаправочная (сети «КазМунайГаз») и автогазозаправочная станции (на пересечении дорог A-17 и P-37).

## Транспорт
По территории округа проходят автодороги республиканского значения — A-17 (Кызылорда — Павлодар — Успенка — граница РФ) и P-37 (Темиртау — Актау — Бастау) и Трансказахстанская железнодорожная магистраль (о.п. «Первое Мая»).